# Aktsiabarski
Aktsiabarski (en biélorusse : Акцябарскі), Aktsiabrski (en biélorusse : Акця́брскі) ou Oktiabrski (en russe : Октябрьский) est une commune urbaine de la voblast de Homiel, en Biélorussie, et le centre administratif du raïon d'Aktsiabarski. Sa population s'élevait à 6 596 habitants en 2017.

## Géographie
Aktsiabarski est située à 190 km au nord-ouest de Gomel, la capitale administrative de la voblast, à la limite des voblasts de Moguilev et de Minsk.

## Histoire
La commune urbaine est née en 1954 de la réunion des trois villages de Roudobelka, Kaprilova et Roudnya, mais la première mention écrite du village de Kaprilova remonte à 1507.

## Population
Recensements (*) ou estimations de la population :
| 1959* | 1970* | 1979* | 1989* | 1999* | 2009* |
| ----- | ----- | ----- | ----- | ----- | ----- |
| 2 954 | 4 273 | 5 851 | 7 335 | 8 400 | 7 367 |

| 2012  | 2013  | 2014  | 2015  | 2016  | 2017  |
| ----- | ----- | ----- | ----- | ----- | ----- |
| 7 131 | 7 076 | 7 036 | 6 933 | 6 753 | 6 596 |